# Tarpeda Mahiljou
Der FK Tarpeda Mahiljou (belarussisch ФК Тарпэда Магілёў, russisch ФК Торпедо Могилёв/FK Torpedo Mogiljow) ist ein ehemaliger Fußballklub aus der belarussischen Stadt Mahiljou. Der 2005 aufgelöste Verein spielte zehn Jahre in der Wyschejschaja Liha, der höchsten Spielklasse des Landes, und stand 1995 im Endspiel um den belarussischen Pokal. Er trug seine Heimspiele im 3500 Zuschauer fassenden Tarpeda-Stadion aus.

## Geschichte
Der Verein wurde 1959 als Metallurg Mogiljow gegründet, von 1962 bis 1963 trug er den Namen Kirowiec Mogiljow, danach wieder Metallurg und ab 1979 Torpedo Moguilew bzw. Tarpeda Mahiljou. Nachdem er zuvor in der belarussischen Liga innerhalb der Sowjetunion aktiv gewesen war, gehörte er 1992 nach der Unabhängigkeit von Belarus zu den Gründungsmitgliedern der Wyschejschaja Liha. Dort erreichte er in der ersten Saison mit Rang 7 seine beste Platzierung. 1995 stand Tarpeda Mahiljou im Endspiel des belarussischen Pokals, welches die Mannschaft im Elfmeterschießen mit 6:7 gegen Dinamo-93 Minsk verlor, nachdem es nach regulärer Spielzeit und Verlängerung 1:1 gestanden hatte. 
Ab 1996 trug der Verein den Namen Tarpeda-Kadina Mahiljou, in der Saison 2000 stieg er nach neun Jahren Erstklassigkeit aus der Wyschejschaja Liha ab und spielte bis 2005 in der zweitklassigen Pershaya Liha. Nach Abschluss der Saison 2005 wurde der Verein aufgrund finanzieller Probleme aufgelöst. Als Nachfolgeverein gründete man den FK Sawit Mahiljou.

### Savit Mahiljou
Der FK Savit Mahiljou startete 2006 in der drittklassigen Druhaya Liha, wo er den zweiten Platz belegte und in die Pershaya Liha aufstieg. Dort wurde er in der Saison 2007 Meister und schaffte damit den Durchmarsch in die höchste Liga des Landes. Jedoch verpasste die Mannschaft in der Saison 2008 mit Platz 15 den Klassenerhalt, in der Saison 2009 trat der Verein in der Pershaya Liha nicht mehr an.

## Erfolge
- Meister der belarussischen Liga in der Sowjetunion: 1982
- belarussischer Pokalfinalist: 1995
- Teilnahme an der Wyschejschaja Liha: 1992–2000, 20081

1Nachfolgeverein Sawit Mahiljou